# Lipje (Karlovac)
Lipje je naselje u  Karlovačkoj županiji smješteno na uzvisini uz cestu Karlovac - Lasinja, na desnoj obali rijeke  Kupe, petnaest kilometara od Karlovca.
Administrativno pripada pod grad Karlovac a crkveno župi sv. Roka u  Skakavcu. Mjesto je bilo okupirano u  Domovinskom ratu, pretrpjelo je velike štete na kućama i gospodarskim objektima a hrvatsko stanovništvo bilo je protjerano. Lipje je oslobođeno u operaciji  Oluja.
Prema popisu stanovništva RH iz 2001. godine Lipje je imalo 72 stanovnika.
Selo je poznato po uspješnim poljoprivrednicima, vrsnim stočarima i voćarima.
Do 1991. godine u Lipju je djelovala područna osnovna škola. Zgradu škole uništili su lokalni pobunjeni Srbi i okupatorska JNA i čeka svoju obnovu i vjerojatnu prenamjenu.

## Stanovništvo
- 2001. – 72
- 1991. – 89
- 1981. – 95
- 1971. – 110
- 1961. – 151
- 1953. – 175
- 1931. – 203
- 1900. – 223
- 1857. – 306

| broj stanovnika | 306   | 256   | 193   | 255   | 223   | 219   | 224   | 203   | 166   | 175   | 151   | 110   | 95    | 89    | 72    | 48    | 39    |
|                 | 1857. | 1869. | 1880. | 1890. | 1900. | 1910. | 1921. | 1931. | 1948. | 1953. | 1961. | 1971. | 1981. | 1991. | 2001. | 2011. | 2021. |